# 埃斯克扬斯和圣瑞斯特德贝朗加尔
埃斯克扬斯和圣瑞斯特德贝朗加尔（法語：Escueillens-et-Saint-Just-de-Bélengard，法語發音：[ɛskœjɛ̃s e sɛ̃ ʒyst də belɑ̃ɡaʁ] ⓘ）是法国奥德省的一个市镇，属于利穆区。该市镇于1972年由原市镇埃斯克扬斯（Escueillens）和圣瑞斯特德贝朗加尔（Saint-Just-de-Bélengard）合并而成。

## 地理
埃斯克扬斯和圣瑞斯特德贝朗加尔（43°6'33"N, 2°1'12"E）面积11.2 平方千米，位于法国奧克西塔尼大區奥德省，该省份为法国南部沿海省份，北起塔恩省，西北接上加龙省，西接阿列日省，南至东比利牛斯省，东临地中海，东北与埃罗省接壤。

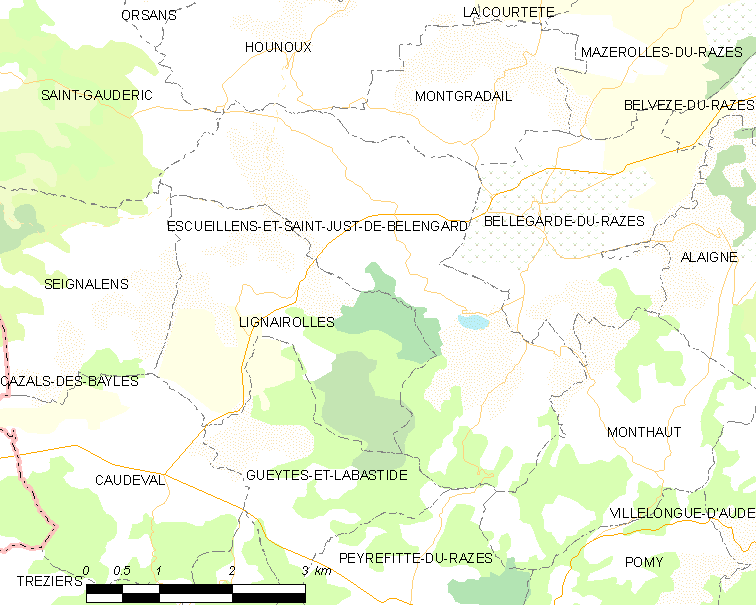
埃斯克扬斯和圣瑞斯特德贝朗加尔的OSM定位图

与埃斯克扬斯和圣瑞斯特德贝朗加尔接壤的市镇（或旧市镇、城区）包括：贝勒加德迪拉泽斯、乌努、利涅罗勒、蒙格拉达伊、蒙托、佩尔菲特迪拉泽斯、圣戈代里克、塞尼亚朗斯、瓦勒德朗布罗讷。
埃斯克扬斯和圣瑞斯特德贝朗加尔的时区为UTC+01:00、UTC+02:00（夏令时）。

## 行政
埃斯克扬斯和圣瑞斯特德贝朗加尔的邮政编码为11240，INSEE市镇编码为11128。

## 政治
埃斯克扬斯和圣瑞斯特德贝朗加尔所属的省级选区为拉皮耶日欧拉泽斯县。

## 人口
埃斯克扬斯和圣瑞斯特德贝朗加尔于2022年1月1日时的人口数量为151人。

1962-2008年间埃斯克扬斯和圣瑞斯特德贝朗加尔人口变化图示